# Liste der FFH-Gebiete in Straubing
Die Liste der FFH-Gebiete in der Stadt Straubing zeigt die FFH-Gebiete der niederbayerischen Stadt Straubing in Bayern. Teilweise überschneiden sie sich mit bestehenden Natur-, Landschaftsschutz- und EU-Vogelschutzgebieten.
In der Stadt befinden sich zwei und zum Teil mit anderen Landkreisen überlappende FFH-Gebiete.
| Donau und Altwässer zwischen Regensburg und Straubing |  | 7040-371 WDPA: 555521795 | Landkreis Regensburg, Straubing, Landkreis Straubing-Bogen |                             | ⊙ | 2.193,76 |  |
| Donauauen zwischen Straubing und Vilshofen            |  | 7142-301 WDPA: 555521831 | Straubing, Landkreis Deggendorf, Landkreis Passau          | auch in Landkreis Straubing | ⊙ | 4.787,00 |  |
| Legende für Fauna-Flora-Habitat                       |  |                          |                                                            |                             |   |          |  |